# Fiat 12 HP

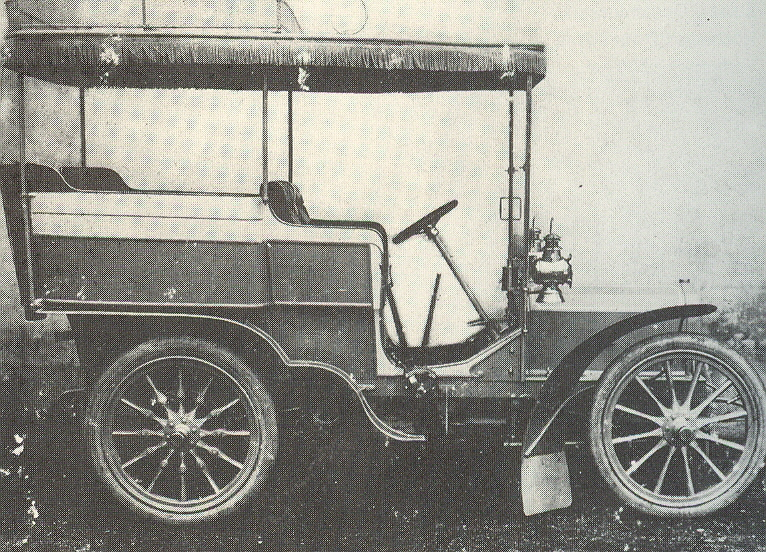
Taxi-Version

Der Fiat 12 HP leitete eine neue Zeit bei Fiat ein. Waren die Vorgängermodelle Fiat 10 HP und Fiat 8 HP noch in der Kompaktklasse angesiedelt, startete der von 1901 bis 1902 gebaute 12 HP nun in der Oberen Mittelklasse. Alle bisherigen Fiat-Modelle waren vom Ingenieur Aristide Faccioli konzipiert worden. Nunmehr war Giovanni Enrico für die Konstruktion verantwortlich. Giovanni Agnelli senior war es gelungen, John Henry, der sich mit Neuerungen bei Dampfmaschinen hervortat, für Fiat zu gewinnen. Fiat strebte in den oberen Marktbereich und die Technik des 12 HP war das erste von Henry beeinflusste Modell.
Zur Neupositionierung der Fahrzeuggröße gehörte auch ein neuer Motor. Statt eines 1,1-Liter-Zweizylinders gab es nun einen 3,8-Liter-Vierzylinder, zur damaligen Zeit nur bei wenigen Herstellern im Angebot. Es war ein Parallel-Twin-Motor, bestehend aus zwei zusammengefügten Zweizylinder-Reihenmotoren. Aus 3770 cm³ Hubraum entstanden 14,2 PS (10,4 kW) Leistung bei 1200 Umdrehungen pro Minute. Die Antriebskraft wurde über ein Dreiganggetriebe und Ketten auf die Hinterräder übertragen. Die Höchstgeschwindigkeit betrug 70 km/h und der Verbrauch lag bei 20 Liter. Der Wagen kostete 12.000 Italienische Lira für das Standard-Phaeton-Modell. Zusätzlich war ein speziell ausgestattetes Taxi erhältlich und außerdem ließ sich das jeweilige Modell je nach Kundenwunsch individuell mit speziellem Aufbau gestalten. Des Weiteren präsentierte Fiat ein Modell mit einem Anhänger für die Feuerwehr und ein Modell als Lieferwagen. Beide wurden aber nicht serienmäßig gefertigt, sondern dienten als Grundlage für den ersten Fiat-Lkw Fiat 24 HP.
Der 12 HP war das erste Modell, das Fiat – zunächst nach Frankreich – auch exportierte.
Bis Ende 1902 entstanden im Fiat-Werk Corso Dante in Turin 106 Exemplare. Dies waren trotz der Höherpositionierung mehr als bei den beiden Vorgängermodellen. Fiat ging den eingeschlagenen Weg daher weiter und führte 1903 zum Fiat 16-24 HP als Nachfolgemodell noch zusätzlich den Fiat 24-32 HP in der Oberklasse ein.

## Fiat 12 HP Corsa
Bereits den Fiat 6 HP gab es als Rennversion Corsa, mit dem Fiat etliche Rennen gewann und die Marke bekannter wurde. Auch vom 12 HP fertigte Fiat eine Corsa-Variante mit dem 3,8-Liter-Ottomotor. Durch ein verändertes Getriebe, um die Übertragungseffizienz zu erhöhen und Gewicht zu sparen, sowie dem Entfall der Rücksitze stieg die Höchstgeschwindigkeit auf 78 km/h. Fiat löste bei den europäischen Rennen damit Panhard & Levassor als Sieger ab, die bisher die dominante Marke war.